# ヴィクターハーバー
ヴィクターハーバー
(英語: Victor Harbor）は、サウスオーストラリア州南東部に位置する町である。原住民のラミンジェリ人の言葉ではポルトン (Poltong)と呼ばれている。広大な牧草地と海が織りなす豊かな自然に恵まれ、酪農業のほか、夏場のビーチ・リゾート地としても有名。

## 語源
探検家のリチャード・クロージャー (Richard Crozier)の船、ポート・ヴィクターに因む。

## 地理

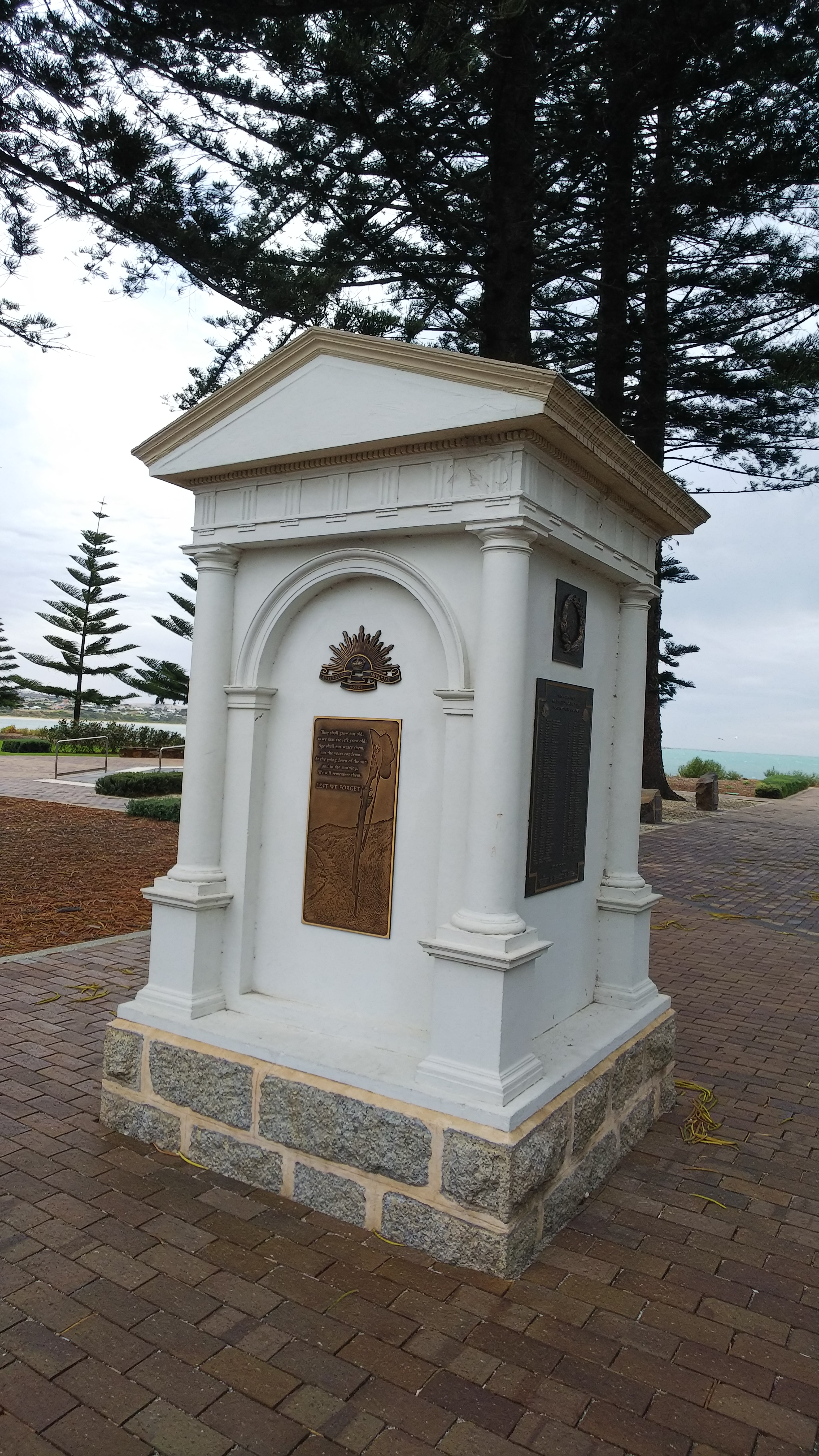
ソルジャーズ メモリアル ガーデンズ

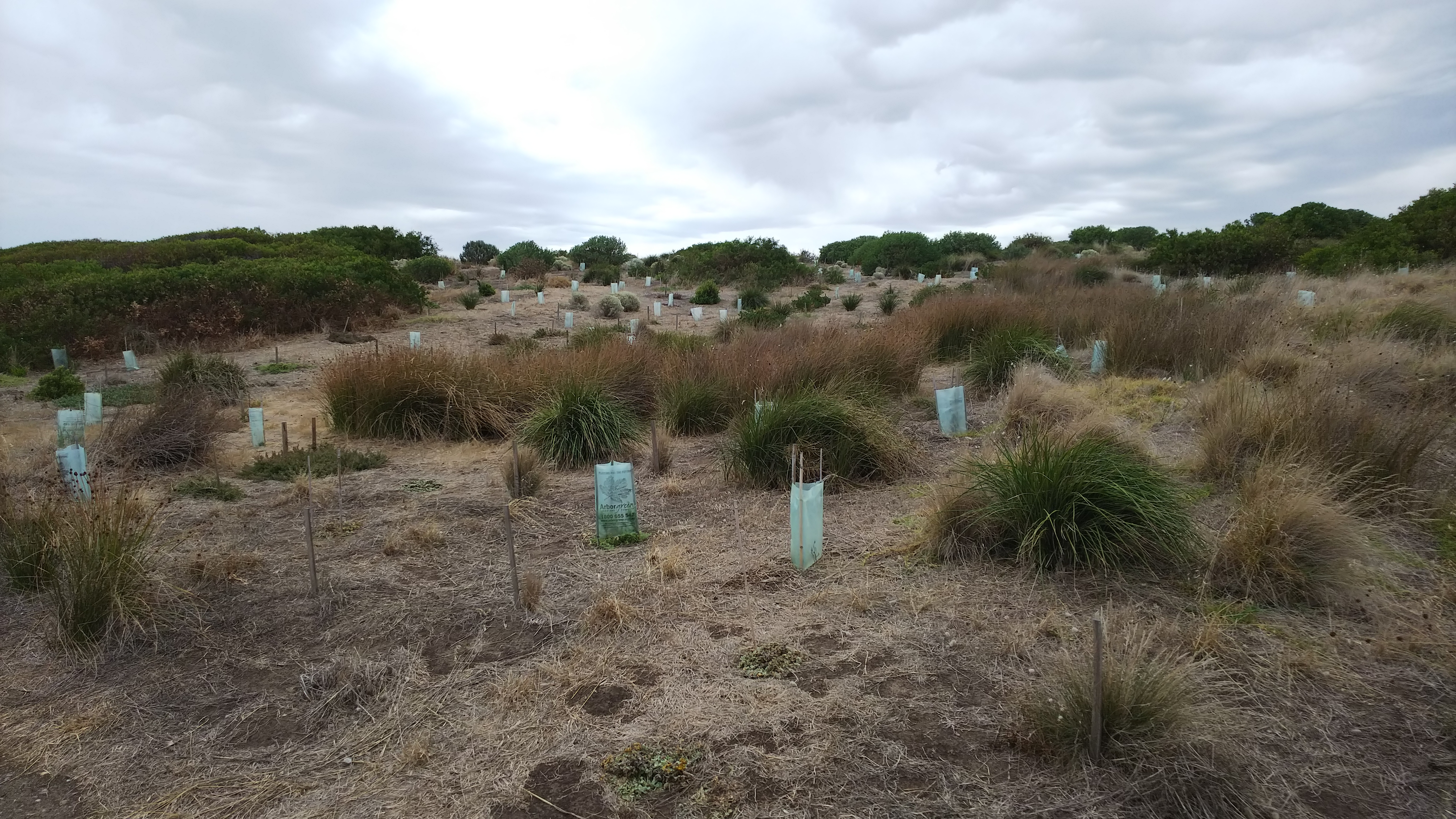
グラニット島

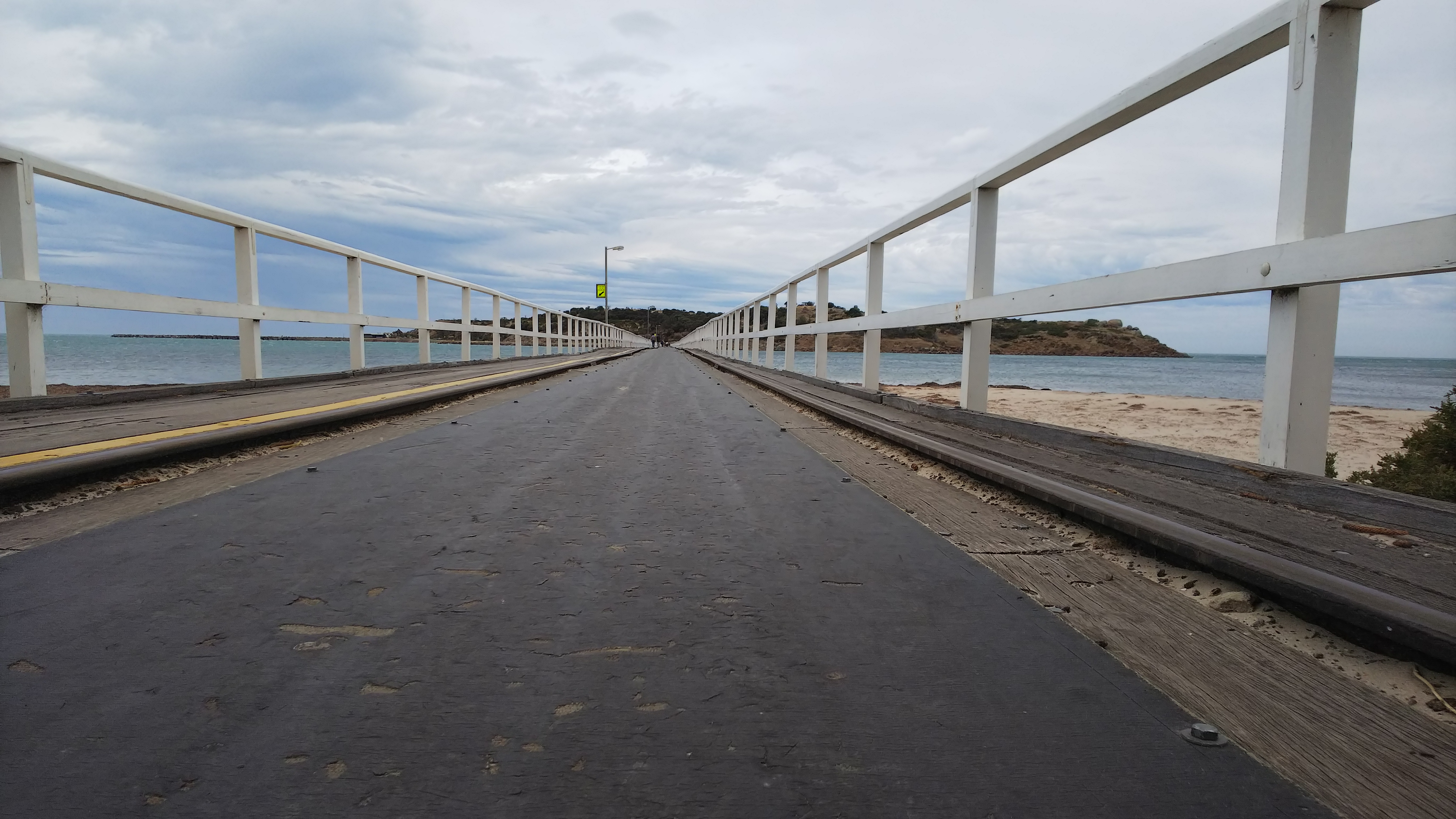
ヴィクターハーバーとグラニット島を結ぶ土手道

ヴィクターハーバーはフルリオ半島の南海岸沿いにあるヴィクターハーバー市を構成する11の町の一つであり、隣接する町として東にマクラッケン、北東にハインドマーシュ ヴァレー、北西にロウアー インマン ヴァレー、西にバック ヴァレー、南にエンカウンターベイがある。南東部に位置するグラニット島とシールロック (Seal rock)を孕んでおり、エンカウンター湾に面している。州都アデレードからは直線距離で南に約85km離れており、近くには人気の観光地であるグラニット島があり、土手道で繋がっている。
海岸沿いには細長い公園があり、その中には第一次世界大戦、第二次世界大戦の犠牲となったヴィクターハーバーの軍人の慰霊碑(ソルジャーズ メモリアル ガーデンズ)
や、野外炊飯場、幼児たちが楽しむ遊具などがある。
なお、ソルジャーズメモリアルガーデンズは1917年に設立された。
当時園内には、22本のシマナンヨウスギが植えられ、第一次世界大戦で戦死した21名の慰霊碑はその時に建てられた。
慰霊碑の大理石で出来た十字架には、
"Lest We Forget"という言葉がある。ソルジャーズメモリアルガーデンズの近くにはヴィクターハーバー駅や、祭事やイヴェントが度々開催されるウォーランド公園がある。駅から町を横切るクロージャー通りはヴィクターハーバーの名前の由来となった船の船長の名前から取っている。

## 歴史

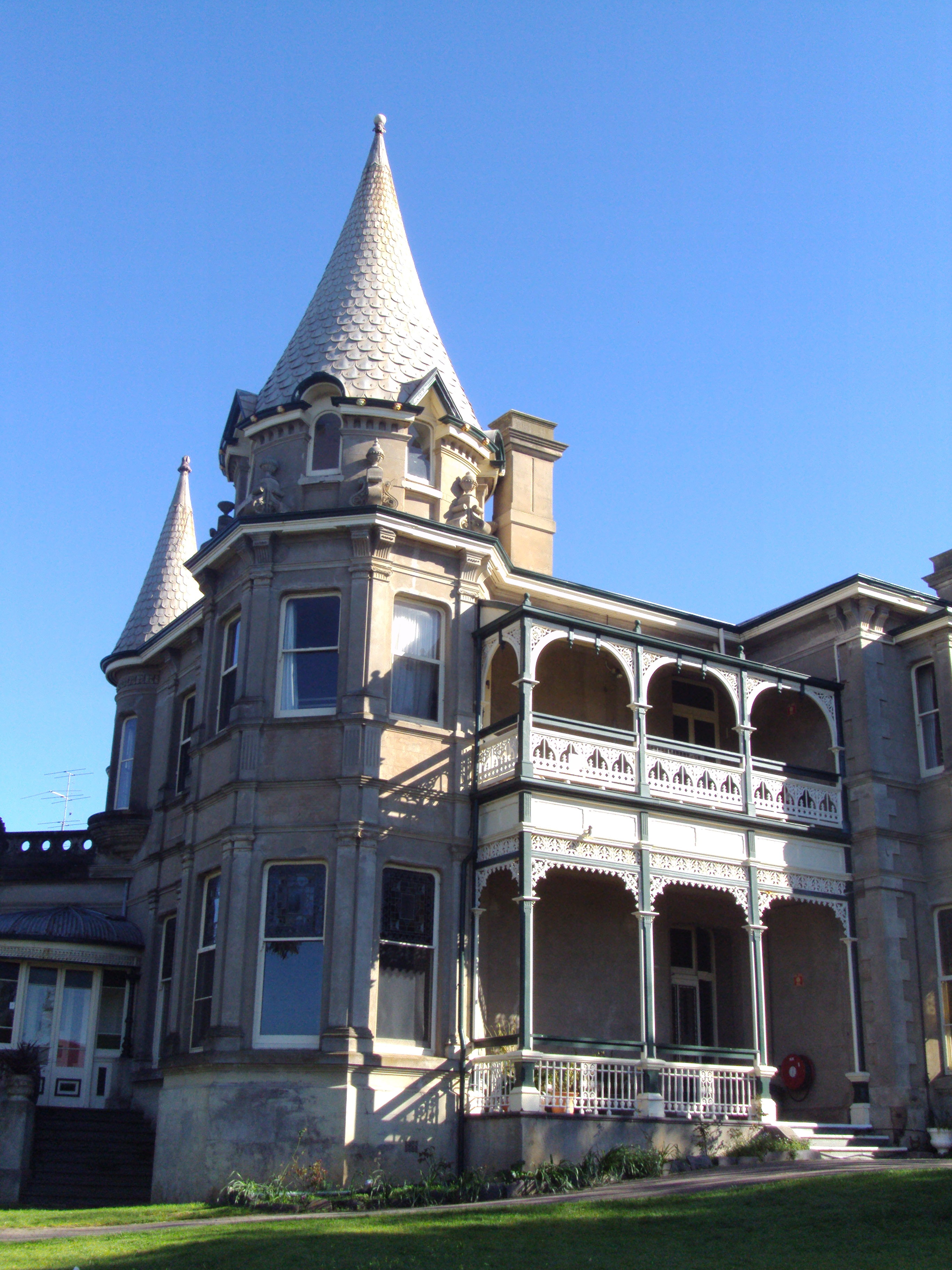
アデアハウス(1893年建立)

現在のヴィクターハーバー付近には、古来よりアボリジニーの部族の一つである、ンガリンジェリ族から派生した、ラミンジェリ人が居住していた。彼らは何千年も前からウィラムーラ (Wirramulla)と呼んでいたヴィクターハーバー周辺に居住し始め、狩りなどをして生活をしていた。肥沃な土地であるが故、多数の動物が生活をしていた為である。ラミンジェリ人はグラニット島をヌルコーワラ (Nulcoowarra)と呼び、以後グラニット島はラミンジェリ人にとって聖地として重要な場所になった。
西洋人で初めて"ヴィクターハーバー"を発見したのはHMS Investigator率いるイギリス人のマシュー・フリンダースとル・ジェオグラフ号率いるフランス人のニコラ・ボーダンで1802年4月のことであった。なお、この二人は共に行動をしていた訳ではなく、マレー川河口の2㎞沖合で偶然出会った関係である。当時フランスとイギリスはナポレオン戦争で敵国状態にあったが、二人は情報を交換し、共に地図製作に協力したという。エンカウンター湾とはこの二人の偶然の出会い (Rencontre, Encounter)に因む。1837年4月26日午後5時30分、リチャード・クロージャーが
グラニット島外にリチャードの船、HMS Victorを停泊し、グラニット島
をリチャードの船の名をとって"ヴィクターハーバー"と名付けたことが州立図書館に所蔵されているリチャードの日記の複製品から判明している。
またこの時、2つの捕鯨基地が設立され、鯨油はサウスオーストラリア州の最初の輸出品となった。
ここから、現在の捕鯨反対国もかつては捕鯨国であったことが窺える。
1863年、現在のヴィクターハーバー沿岸にポートヴィクターが造営され、この時にグールワ
からグラニット島まで
馬車が開通した。
1921年にポートヴィクターを現在の名称である、"ヴィクターハーバー"に変更した。

## 産業
酪農や林業が盛んで、かつて日本の複数の企業が創設した林業の関連企業であるアデレード・ブルー・ガムの本社が存在していた。

## 行政
2016年時点でヴィクターハーバーの人口は4,233人であったが、夏季休暇になるとヴィクターハーバーの人口は3倍にも上る。2018年6月には、ヴィクターハーバーと周辺のグールワの都市人口は26,503人にも上り、5年先の2023年まで毎年平均1.07％の数値で人口が上昇する予測が出ている。グールワを除いたヴィクターハーバーの居住人口は現在14,954人である。
ヴィクターハーバーは2000年に町に昇格した。 ヴィクターハーバーはヴィクターハーバー市を構成する11の町の一つである。ヴィクターハーバー市はヤンカリラ市の南側、アレクサンドリーナ市の西側に位置し、エンカウンター湾に面している。政治面ではフィニス選挙区、メイヨー下院選挙区の区域の一部となっている。

## 国際関係

### 姉妹都市
- 日本岡山県八束村 (現：真庭市) (2000年5月-)[18][19]
- マン島[19][注釈 2]

真庭市との交流は、1995年に岡山県の南オーストラリア州友好訪問団に旧八束村から参加していた酪農家が、意見交換会の席で酪農家相互の交流を提案したことから始まった。2000年5月に旧八束村長がヴィクターハーバー市を訪問し、姉妹都市縁組を締結した。
ヴィクターハーバーとマン島にはそれぞれ観光客用の馬車鉄道が敷設されており、馬車鉄道の運営に関する情報を提供する等相互協力している。その縁でヴィクターハーバーとマン島は姉妹都市関係を結んでいる。

## 教育

### 幼稚園
- ヴィクターハーバーコミュニティー幼稚園

### 初等学校
- ヴィクターハーバーR-7小学校

### 高等学校
- ヴィクターハーバー高校

### 大学
- TAFE 南オーストラリア州（英語版）ヴィクターハーバーキャンパス
- インヴェスティゲーター大学

## 観光
ヴィクターハーバーで取り分け有名な場所はグラニット島で、本土と島を結ぶ土手道とその上に敷設された馬車軌道で行き来出来る。馬車軌道の正式名称は馬車で、これはオーストラリアで公企業が運営する
数少ない馬車鉄道の一つである。グラニット島はコガタペンギンの生態圏であることで有名で故に多くの観光客がグラニット島を訪れに来る。コガタペンギンは昼行性で昼に魚を獲りに行き、日没になると巣に戻ってくるという生活をしている。然し残念なことに、2012年に7羽のみがグラニット島で見つかった事例を最後として現在殆どのコガタペンギンがグラニット島から姿を消している。ニュージーランドオットセイがヴィクターハーバー周辺で増殖したことが原因として疑わしく、また1998年に現地に居住する何者かが13羽のコガタペンギンを蹴り飛ばし殺害したこともコガタペンギンの個体数の減少の一因であると考えられている。
スティームレンジャーヘリティジ鉄道のザルガイ列車 (The Cockle Train)がヴィクターハーバー線の線路を使ってヴィクターハーバー・グールワ間を走行する。ザルガイ列車の運賃はヴィクターハーバー・グールワ間で往復大人32ドル、子供16ドルで4歳以下の子供は無料である。
ミナミセミクジラが交尾や出産の為にヴィクターハーバー沿岸までやって来る6月から9月にかけて、ヴィクターハーバーは鯨観察で人気名所となる。ヴィクターハーバーにある南オーストラリア鯨センターでは鯨と触れ合うことが可能である。グリーンヒルズアドヴェンチャー公園 (Greenhills Adventure Park)ではウォータースライダーやカヌー、ロッククライミング、アーチェリー、パターゴルフ、ゴーカートといったレジャー活動が出来たが、現在は閉業中である。ヴィクターハーバーは(アデレードから見て)"南海岸"として知られているサーフィン区域の中心である。取り分けパーソン (Parson)、ワイピンガ (Waitpinga)、ミドルトン、グールワが人気のサーフィンスポットである。グラニット島にある防波堤は常に強い波から町を防御している。ヴィクターハーバーは有名な釣りの名所の一つでもあり、ここの沖合の砂洲はマレー川河口近くの釣り人が本拠とする、最高の波が打ち寄せる砂浜とは違うものである。

## メディア
ヴィクターハーバーの地方紙は1987年に創刊されたヴィクターハーバータイムズである。ヴィクターハーバータイムズは1912年8月23日に創刊されたヴィクターハーバータイムズ及びエンカウンター湾・低地マレー紙 (The Victor Harbor Times and Encounter Bay and Lower Murray Pilot)から派生されたものである。1930年5月16日、新聞社の名前が一時的にタイムズヴィクターハーバー及びエンカウンター湾・低地マレー紙 (Times Victor Harbor and Encounter Bay and Lower Murray Pilot)という名前に変わり、1932年4月15日から1986年12月31日まではヴィクターハーバータイムズ (Victor Harbor Times)という名称であった。
その他のヴィクターハーバーの地方紙はA.H.アンブローズによって創刊された南岸ニュース (South Coast News) (1965年6月4日-6月25日)と、それに続くアンブローズ・プレスの南岸スポーツニュース (South Coast Sports News) (1969年6月20日-7月4日)が存在した。

## 祭事
ヴィクターハーバーでは、11月後半に南オーストラリア州の高等学校を卒業する学生を祝福するスクーリーズウィークを3日間開催する。これはゴールドコーストに次いで、オーストラリアで二番目の規模を誇るスクーリーズウィークで,ウォーランド公園のエンカウンターユースという団体を中心に開催される。ヴィクターハーバーの中心地は夜間とクリスマスと大晦日にかけて飲酒禁止の禁酒地帯となる。
他にも国際ロータリーヴィクターハーバー支部が開催する美術展覧会が有名で、オーストラリア中の美術品がヴィクターハーバーにやって来る。このイヴェントは夏季休暇中の1月に開催され、第40回目の美術展覧会は2019年1月に行われた。なお、次回の美術展覧会は2020年1月11日 (現地時間)から同年1月18日 (午前9時30分開演・午後8時30分閉演予定)の1週間にわたって開催される予定である。この美術展覧会はオーストラリア最大の野外美術展覧会で、9日間で10,000人以上の人々が訪れるものである。

## 気候
ヴィクターハーバーは地中海性気候 (ケッペンの気候区分:Csb)である。主に穏やかな海風と町の北側にある丘から吹く北風の影響で、夏の平均気温は他のオーストラリアの州と比べて著しく低い。
| ヴィクターハーバーの気候                           | ヴィクターハーバーの気候 | ヴィクターハーバーの気候 | ヴィクターハーバーの気候 | ヴィクターハーバーの気候 | ヴィクターハーバーの気候 | ヴィクターハーバーの気候 | ヴィクターハーバーの気候 | ヴィクターハーバーの気候 | ヴィクターハーバーの気候 | ヴィクターハーバーの気候 | ヴィクターハーバーの気候 | ヴィクターハーバーの気候 | ヴィクターハーバーの気候 |
| 月                                                 | 1月                      | 2月                      | 3月                      | 4月                      | 5月                      | 6月                      | 7月                      | 8月                      | 9月                      | 10月                     | 11月                     | 12月                     | 年                       |
| -------------------------------------------------- | ------------------------ | ------------------------ | ------------------------ | ------------------------ | ------------------------ | ------------------------ | ------------------------ | ------------------------ | ------------------------ | ------------------------ | ------------------------ | ------------------------ | ------------------------ |
| 最高気温記録 °C （°F）                             | 44.0 (111.2)             | 43.0 (109.4)             | 41.6 (106.9)             | 35.5 (95.9)              | 28.9 (84)                | 24.6 (76.3)              | 26.0 (78.8)              | 26.7 (80.1)              | 33.7 (92.7)              | 38.0 (100.4)             | 41.1 (106)               | 42.0 (107.6)             | 44.0 (111.2)             |
| 平均最高気温 °C （°F）                             | 24.5 (76.1)              | 24.4 (75.9)              | 23.4 (74.1)              | 20.9 (69.6)              | 18.4 (65.1)              | 15.9 (60.6)              | 15.4 (59.7)              | 16.2 (61.2)              | 18.2 (64.8)              | 20.2 (68.4)              | 21.7 (71.1)              | 23.4 (74.1)              | 20.2 (68.4)              |
| 日平均気温 °C （°F）                               | 19.8 (67.6)              | 19.9 (67.8)              | 18.8 (65.8)              | 16.4 (61.5)              | 14.3 (57.7)              | 12.2 (54)                | 11.6 (52.9)              | 12.1 (53.8)              | 13.6 (56.5)              | 15.3 (59.5)              | 17.0 (62.6)              | 18.6 (65.5)              | 15.8 (60.4)              |
| 平均最低気温 °C （°F）                             | 15.1 (59.2)              | 15.3 (59.5)              | 14.2 (57.6)              | 11.9 (53.4)              | 10.1 (50.2)              | 8.4 (47.1)               | 7.7 (45.9)               | 8.0 (46.4)               | 9.0 (48.2)               | 10.4 (50.7)              | 12.2 (54)                | 13.8 (56.8)              | 11.3 (52.3)              |
| 最低気温記録 °C （°F）                             | 8.2 (46.8)               | 8.8 (47.8)               | 6.2 (43.2)               | 3.2 (37.8)               | 0.9 (33.6)               | 0.0 (32)                 | 0.1 (32.2)               | 1.5 (34.7)               | 2.4 (36.3)               | 2.9 (37.2)               | 5.0 (41)                 | 7.3 (45.1)               | 0.0 (32)                 |
| 雨量 mm （inch）                                   | 20.8 (0.819)             | 19.6 (0.772)             | 22.9 (0.902)             | 43.0 (1.693)             | 61.6 (2.425)             | 71.2 (2.803)             | 74.8 (2.945)             | 67.4 (2.654)             | 56.2 (2.213)             | 45.5 (1.791)             | 28.0 (1.102)             | 24.1 (0.949)             | 536.3 (21.114)           |
| 平均降雨日数                                       | 4.5                      | 4.4                      | 6.4                      | 10.1                     | 13.7                     | 15.3                     | 16.5                     | 16.3                     | 13.6                     | 11.4                     | 7.8                      | 6.5                      | 126.5                    |
| % 湿度                                             | 60                       | 60                       | 62                       | 62                       | 66                       | 69                       | 67                       | 63                       | 63                       | 59                       | 57                       | 61                       | 62                       |
| 出典：Australian Government, Bureau of Meteorology |                          |                          |                          |                          |                          |                          |                          |                          |                          |                          |                          |                          |                          |